# Alue Kumbang A
Alue Kumbang A is een bestuurslaag in het regentschap Aceh Timur van de provincie Atjeh, Indonesië. Alue Kumbang A telt 197 inwoners (volkstelling 2010).